# Halvar Hallongren

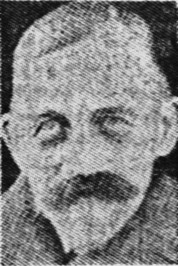
Halvar Hallongren

Halvar Hallongren, född 1 november 1875 i Stockholm, död där 8 mars 1947, var en svensk ingenjör och arkitekt.

## Biografi
Hallongren tog studenten i Nyköping 1895 och studerade sedan vid Kungliga tekniska högskolan till 1901 samt vid Kungliga Akademien för de fria konsterna. Han var anställd vid AB Arkitekt- och Byggnadsbyrån 1908-18 där han arbetade som arkitekt under Georg A. Nilsson och Ivar Nyqvist ledning. Han var anställd hos Lavéns kolimport 1918-20 och bedrev därefter huvudsakligen egen uppfinnarverksamhet. 

## Verk i urval

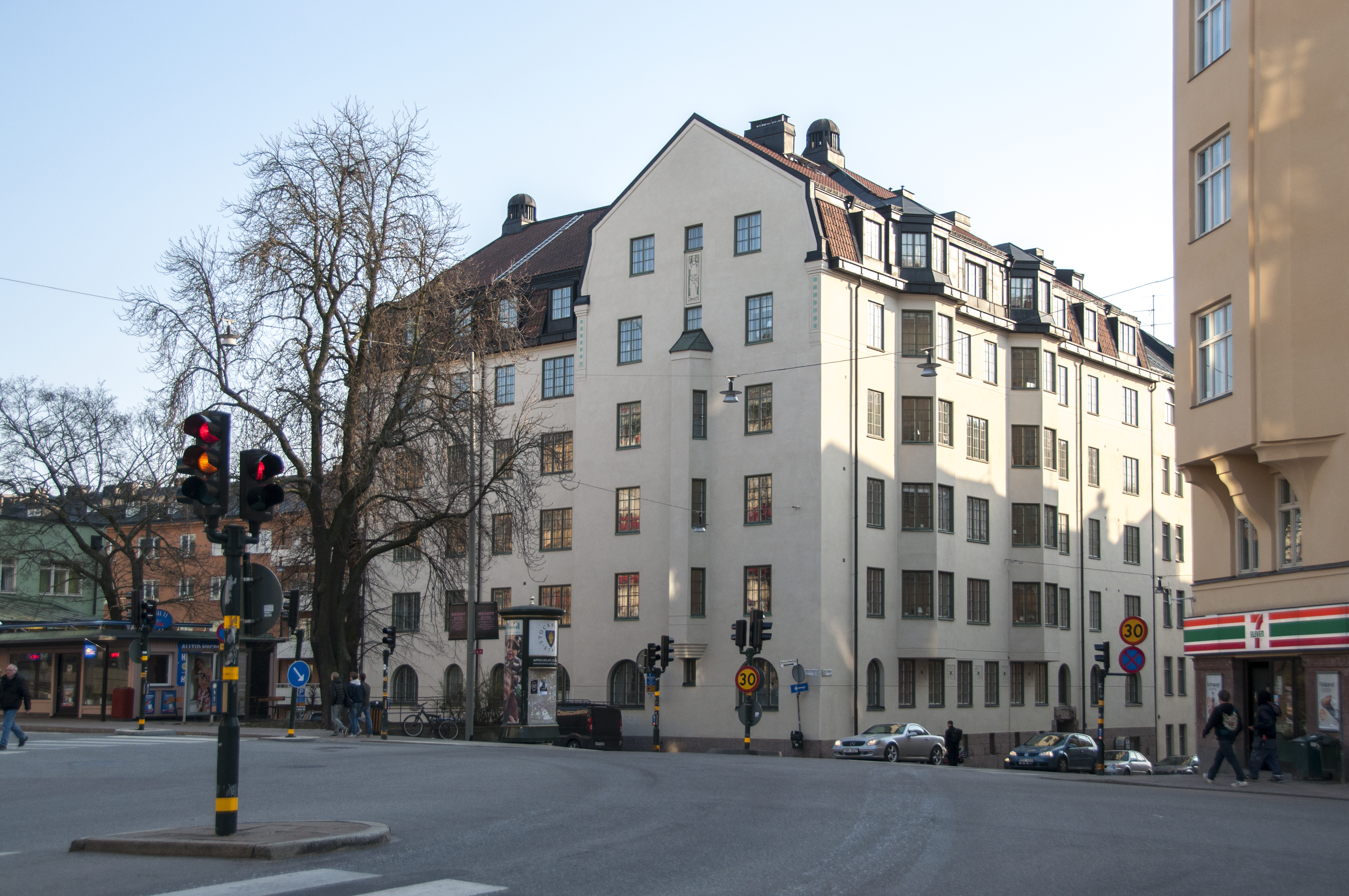
Göken 32

- Felix Sachs hus, Stockholm, 1912 (Hallongren signerade den slutliga fasadritningen)
- Göken 32, Hantverkargatan 75-77, Stockholm, 1914
- Blocket, Lidingö, 1914-15
- Amerikahuset, kv. Björken, Södertälje[1]